# 渾良夫
浑良夫（？—前478年），春秋时期卫国人物。
孔圉娶了卫灵公太子蒯聩的姐姐孔姬，生了孔悝。孔氏的僮仆浑良夫个子高，并且长得漂亮。孔圉死后，浑良夫就和孔姬私通。蒯聩在戚地，孔姬派浑良夫前去，蒯聩对浑良夫说：“如果能让我回国即位，给你大夫的冠服、车子，赦免死罪三次。”浑良夫和蒯聩盟誓，于是请求孔姬。前480年闰十二月，浑良夫和蒯聩回到卫都，住在孔氏家外面菜园里。天黑以后，二人用头巾盖住脸，寺人罗为他们驾车，到了孔家。孔氏家臣之首栾宁询问，说是姻戚家的侍妾，就进了孔氏之门。孔姬帮助他们劫持孔悝，卫出公辄（蒯聩的儿子）逃亡到鲁国。蒯聩即位为卫庄公。前479年，卫庄公对浑良夫说：“我继承了先君而没有得到他的宝器，怎么办？”浑良夫让执烛的人先出去，自己代他执烛，然后说：“太子疾和逃亡在外的国君（出公辄），都是国君的儿子，召公子辄回来可以量才选择。如果没有才能就废掉他，宝器就可以得到了。”僮仆密告太子疾。太子疾派五个人用车子装上公猪跟随自己，劫持父亲卫庄公强迫和他盟誓，还请求杀死浑良夫。卫庄公说：“我和他的盟誓，说过要赦免死罪三次。”太子疾说：“请在三次以后，再有罪就杀死他。”卫庄公同意了。前478年春，卫庄公在藉圃建成了一座刻有虎兽纹的小木屋，要找一位有好名声的人，和他在木屋里吃第一顿饭。太子疾请求找浑良夫。浑良夫坐在两匹公马驾着的车子上，穿上紫色衣服和狐皮袍。来到小木屋后，敞开皮袍，没有解下佩剑就吃饭。太子疾派人牵着他退下，举出三条罪状就杀死了他。卫庄公在北宫做梦，梦见一个人登上昆吾之观，披头散发脸朝着北面喊道：“登上这昆吾之墟，有绵延不断生长的大瓜小瓜。我是浑良夫，向上天呼诉无辜。”《汉书·古今人表》将他定位八等下中。